# Portogallo ai Giochi della IX Olimpiade
Il Portogallo partecipò ai Giochi della IX Olimpiade, svoltisi ad Amsterdam, Paesi Bassi, dal 28 luglio al 12 agosto 1928,  
con una delegazione di 31 atleti impegnati in 8 discipline,
aggiudicandosi 1 medaglia di bronzo.

## Medagliere
| Medaglia | Atleta                                                                                          | Sport   | Evento                   |
| -------- | ----------------------------------------------------------------------------------------------- | ------- | ------------------------ |
| Bronzo   | Henrique da Silveira Mário de Noronha Jorge de Paiva Paulo Leal Frederico Paredes João Sassetti | Scherma | Spada a squadre maschile |

## Risultati

### Calcio
| Atleta | Classifica |                       |
| --- | --- | --------------------- |
| V · D · M Nazionale portoghese · Calcio ai Giochi Olimpici Estivi 1928 P Cipriano · P Roquete · D Alves · D Carvalho · D José · D Vieira · C Matos · C L. Santos · C A. Silva · C Tamanqueiro · A A. Martins · A J. Martins · A Mota · A Ornelas · A Pepe · A Ramos · A J. Santos · A V. Silva · A Tavares · CT : de Oliveira | 5° |                       |
| Nazionale portoghese · Calcio ai Giochi Olimpici Estivi 1928 | |                       |
| P Cipriano · P Roquete · D Alves · D Carvalho · D José · D Vieira · C Matos · C L. Santos · C A. Silva · C Tamanqueiro · A A. Martins · A J. Martins · A Mota · A Ornelas · A Pepe · A Ramos · A J. Santos · A V. Silva · A Tavares · CT: de Oliveira                                                                         | P Cipriano · P Roquete · D Alves · D Carvalho · D José · D Vieira · C Matos · C L. Santos · C A. Silva · C Tamanqueiro · A A. Martins · A J. Martins · A Mota · A Ornelas · A Pepe · A Ramos · A J. Santos · A V. Silva · A Tavares · CT: de Oliveira | Portogallo (bandiera) |